# 朝日ベストテン映画祭
朝日ベストテン映画祭（あさひベストテンえいがさい）は、朝日新聞社・朝日放送が主催し、毎年大阪市・中之島のフェスティバルホールで行われていた映画祭。1958年に始まり、2008年で50回を数えたが、会場のホール閉館・再開発に伴い、終了することになった。
前々年12月から前年11月までに関西の劇場で公開された映画の中から日本映画、外国映画のベストテンが選ばれる。映画祭では、日本映画・外国映画のベストテン作品の中から、それぞれ3作品が選ばれ上映される。また、初日には日本映画第1位作品の上映の前に授賞式が行われる。

## 歴代第一位の一覧
| 開催年 回     | 日本映画                 | 外国映画                         |
| ------------- | ------------------------ | -------------------------------- |
| 1982年 第24回 | 泥の河                   | ブリキの太鼓                     |
| 1983年 第25回 | 蒲田行進曲               | 1900年                           |
| 1984年 第26回 | 戦場のメリークリスマス   | ガンジー                         |
| 1985年 第27回 | 瀬戸内少年野球団         | カルメン                         |
| 1986年 第28回 | 伽や子のために           | 刑事ジョン・ブック/目撃者        |
| 1987年 第29回 | 火宅の人                 | 蜘蛛女のキス                     |
| 1988年 第30回 | マルサの女               | サルバドル/遥かなる日々          |
| 1989年 第31回 | となりのトトロ           | 薔薇の名前                       |
| 1990年 第32回 | 黒い雨                   | ペレ                             |
| 1991年 第33回 | 少年時代                 | 悲情城市                         |
| 1992年 第34回 | 息子                     | ダンス・ウィズ・ウルブズ         |
| 1993年 第35回 | シコふんじゃった。       | 仕立て屋の恋                     |
| 1994年 第36回 | 月はどっちに出ている     | 許されざる者                     |
| 1995年 第37回 | 全身小説家               | ピアノ・レッスン                 |
| 1996年 第38回 | 午後の遺言状             | マディソン郡の橋                 |
| 1997年 第39回 | Shall we ダンス?         | ユリシーズの瞳                   |
| 1998年 第40回 | もののけ姫               | 天安門THE GATE OF HEAVENLY PEACE |
| 1999年 第41回 | がんばっていきまっしょい | パーフェクト・サークル           |
| 2000年 第42回 | Mr.Pのダンシングスシバー | 黒猫・白猫                       |
| 2001年 第43回 | 顔                       | あの子を探して                   |
| 2002年 第44回 | GO                       | 蝶の舌                           |
| 2003年 第45回 | KT                       | ノー・マンズ・ランド             |
| 2004年 第46回 | 鏡の女たち               | 戦場のピアニスト                 |
| 2005年 第47回 | 誰も知らない             | オアシス                         |
| 2006年 第48回 | パッチギ!                | エレニの旅                       |
| 2007年 第49回 | ゆれる                   | グエムル-漢江の怪物-             |
| 2008年 第50回 | 天然コケッコー           | 長江哀歌                         |

## 資料
- 朝日ベストテン映画祭全史―1958〜1997 (朝日新聞社文化企画局大阪企画部)
- 朝日ベストテン映画祭 1位リスト - アーカイブ